# Местные выборы в Латвии (2017)
Выборы в местные самоуправления в Латвии прошли 3 июня 2017 года. Граждане Латвии и других стран ЕС избрали 119 региональных органов власти: 110 краевых дум и 9 дум городов республиканского подчинения. Организацией выборов занимается Центральная избирательная комиссия. Количество депутатов местных советов зависит от величины населения самоуправления и может составлять 9, 13, 15, 17 или 19 депутатов. Исключением является Рижская дума, которая состоит из 60 депутатов.

## Избирательная система
Граждане Латвии и других стран ЕС, достигшие возраста 18 лет, имеют право голосовать на местных выборах. Граждане других стран ЕС, чтобы участвовать в местных выборах, должны зарегистрироваться в Реестре жителей Латвии как минимум за 90 дней до даты голосования. Граждане избирают думу того края или города республиканского подчинения, в котором было зарегистрировано их место жительства как минимум за 90 дней до даты голосования или в котором они обладают задекларированной недвижимостью.
Списки кандидатов на местные выборы должны быть поданы между 14 и 24 апреля 2017 года в соответствующую городскую или краевую избирательную комиссию. Все кандидаты должны быть старше 18 лет на день голосования, быть гражданами Латвии или другой страны ЕС, зарегистрированными в Реестре избирателей. Чтобы баллотироваться в думу самоуправления, кандидат должен иметь зарегистрированное место жительство в данном самоуправлении не менее 10 месяцев на дату голосования, или работать на территории самоуправления по крайней мере последние 4 месяца, или обладать задекларированной собственностью в этом самоуправлении. Кандидат может баллотироваться в думу только одного самоуправления.
Регистрация избирателей осуществляется автоматически. Избирателям предоставляется право голоса на избирательном участке, соответствующем зарегистрированному за 90 дней до даты голосования месту жительства. До 16 мая избиратели могут изменить избирательный участок на другой участок в пределах того же самоуправления, либо на участок в другом самоуправлении, на территории которого они обладают собственностью.
В день голосования избирательные участки работают с 7 утра до 10 вечера. В течение трёх дней перед выборами можно принять участие в досрочном голосовании; участки будут открыты несколько часов в день. Для участия в голосовании избиратели должны предъявить паспорт или электронное удостоверение личности.
Официальная предвыборная кампания начинается за 120 дней до даты выборов и продолжается до дня, предшествующего дате выборов. На этих выборах кампания началась 4 февраля 2017 года. За 30 дней до дня выборов должна быть остановлена вся агитация с использованием телевидения.

## Избирательная кампания
Для участия в выборах в разные самоуправления было зарегистрировано 599 списков, включающих 8945 кандидатов. Среди них 465 списков было выдвинуто партиями индивидуально, 31 список — коалициями нескольких партий, а 103 списка представляли объединения избирателей. Национальный состав кандидатов был следующий: 77,46 % латыши, 16,99 % отказались указать национальность, 3,70 % русские, 0,48 % поляки, 1,37 % все остальные.
Досрочное голосование на выборах в самоуправления началось 31 мая в среду. В первый день досрочного голосования на участки пришло 2,7 % избирателей или более 39 тысяч человек. Всего в период с 31 мая по 2 июня проголосовало 11,6 % избирателей или 167 тысяч человек. По итогам выборов явка составила 50,41 %: на участки пришли 727839 человек.
Ниже представлены сведения о избирательных кампаниях в городах республиканского подчинения.

### Валмиера
В Валмиере для участия в выборах зарегистрированы 6 списков, представляющих следующие партии: «Согласие», «Единство», «KPV LV», «Валмиере и Видземе», Союз зелёных и крестьян, «Национальное объединение».
На прошлых местных выборах 2013 года в думу города Валмиеры прошли четыре партии: «Валмиере и Видземе» (8 мандатов), «Единство» (2 мандата), Союз зелёных и крестьян (2 мандата) и «Национальное объединение» (1 мандат). Мэром Валмиеры был избран представитель партии «Валмиере и Видземе» Янис Байкс.
Результаты выборов в думу Валмиеры
| Валмиере и Видземе       | 5575 | 60,32 | 9  | ▲ 1 |
| Союз зелёных и крестьян  | 1401 | 15,16 | 2  | ▬   |
| Национальное объединение | 904  | 9,78  | 1  | ▬   |
| Единство                 | 642  | 6,95  | 1  | ▼ 1 |
| KPV LV                   | 336  | 3,64  | 0  | ▬   |
| Согласие                 | 292  | 3,16  | 0  | ▬   |
| Всего (явка 49,28 %)     | 9150 | 99,00 | 13 | —   |
| Источник: ЦИК Латвии     |      |       |    |     |

### Вентспилс
В Вентспилсе для участия в выборах зарегистрированы 7 списков, представляющих следующие партии и блоки: партия «Alternative», «От сердца — Латвии», «Латвии и Вентспилсу», «Национальное объединение» — «Единство» — «ЛОР», «Согласие», «KPV LV» и «Свобода. Свободен от страхов, ненависти и гнева».
На прошлых местных выборах 2013 года в думу города Вентспилса прошли четыре партии: «Латвии и Вентспилсу» (9 мандатов), «Альянс регионов» — «Партия реформ» (2 мандата), «Единство» (1 мандат) и «Согласие» (1 мандат). Мэром Вентспилса был избран представитель партии «Латвии и Вентспилсу» Айварс Лембергс.
Результаты выборов в думу Вентспилса
| Латвии и Вентспилсу                             | 7167  | 62,13 | 9  | ▬   |
| Нацобъединение — Единство — ЛОР                 | 2837  | 24,59 | 4  | ▲ 3 |
| Alternative                                     | 368   | 3,19  | 0  | ▬   |
| Согласие                                        | 335   | 2,90  | 0  | ▼ 1 |
| Свобода. Свободен от страхов, ненависти и гнева | 259   | 2,25  | 0  | ▬   |
| KPV LV                                          | 218   | 1,89  | 0  | ▬   |
| От сердца — Латвии                              | 136   | 1,18  | 0  | ▬   |
| Всего (явка 47,54 %)                            | 11320 | 98,14 | 13 | —   |
| Источник: ЦИК Латвии                            |       |       |    |     |

Мэром Вентспилса переизбран Айварс Лембергс, за которого проголосовали девять депутатов при четырёх против.

### Даугавпилс
В Даугавпилсе для участия в выборах зарегистрированы 13 списков, представляющих следующие партии: Евроскептики - Партия действия, Латгальская партия, «Согласие», «От сердца — Латвии», «Русский союз Латвии», «Единство», «Честь служить нашей Латвии», «Латвийское развитие», ХДС, «Наша партия», партия «Alternative», Союз зелёных и крестьян и «Едины для Латвии».
На прошлых местных выборах 2013 года в думу города Даугавпилса прошли семь партий: «Согласие» (4 мандата), Латгальская партия (4 мандата), Партия развития (2 мандата), партия «Alternative» (2 мандата) и три малые партии (по одному мандату). Мэром Даугавпилса был избран представитель Латгальской партии Янис Лачплесис.
Результаты выборов в думу Даугавпилса
| Латгальская партия             | 7899  | 28,57 | 6  | ▲ 2 |
| Согласие                       | 7786  | 28,16 | 5  | ▲ 1 |
| Наша партия                    | 5347  | 19,34 | 4  | ▲ 4 |
| Честь служить нашей Латвии     | 1193  | 4,31  | 0  | ▬   |
| Русский союз Латвии            | 1185  | 4,29  | 0  | ▬   |
| Alternative                    | 1095  | 3,96  | 0  | ▼ 2 |
| Союз зелёных и крестьян        | 1058  | 3,83  | 0  | ▬   |
| От сердца — Латвии             | 971   | 3,51  | 0  | ▬   |
| Едины для Латвии               | 295   | 1,07  | 0  | ▬   |
| Евроскептики - Партия действия | 271   | 0,98  | 0  | ▬   |
| Латвийское развитие            | 138   | 0,50  | 0  | ▬   |
| ХДС                            | 75    | 0,27  | 0  | ▬   |
| Единство                       | 35    | 0,13  | 0  | ▬   |
| Всего (явка 47,33 %)           | 27348 | 98,91 | 15 | —   |
| Источник: ЦИК Латвии           |       |       |    |     |

Мэром Даугавпилса избран представитель «Согласия» Андрей Элксниньш, за которого проголосовали девять депутатов (от «Согласия» и «Нашей партии»). Бывший мэр Янис Лачплесис не смог заручиться поддержкой большинства депутатов и был смещён с должности. Представитель «Нашей партии» Рихард Эйгим был избран заместителем председателя городской думы.

### Екабпилс
В Екабпилсе для участия в выборах зарегистрированы 10 списков, представляющих следующие партии: Региональная партия Екабпилса, Крестьянский союз Латвии, Латвийская зелёная партия, «KPV LV», «Национальное объединение», «Согласие», «Единство», Латгальская партия, «Честь служить нашей Латвии» и ЛОР.
На прошлых местных выборах 2013 года в думу города Екабпилса прошли шесть партий: Региональная партия Екабпилса (5 мандатов), Латвийская зелёная партия (2 мандата), «Согласие» (2 мандата), «Единство» (2 мандата), «Национальное объединение» (1 мандат) и Крестьянский союз Латвии (1 мандат). Мэром Екабпилса был избран представитель Региональной партии Екабпилса Леонид Салцевич.
Результаты выборов в думу Екабпилса
| Региональная партия Екабпилса | 1801 | 22,52 | 3  | ▼ 2 |
| Согласие                      | 1334 | 16,68 | 2  | ▬   |
| Латвийская зелёная партия     | 1159 | 14,49 | 2  | ▬   |
| ЛОР                           | 630  | 7,88  | 1  | ▲ 1 |
| Национальное объединение      | 610  | 7,63  | 1  | ▬   |
| Крестьянский союз Латвии      | 608  | 7,60  | 1  | ▬   |
| KPV LV                        | 562  | 7,03  | 1  | ▲ 1 |
| Честь служить нашей Латвии    | 507  | 6,34  | 1  | ▲ 1 |
| Латгальская партия            | 413  | 5,16  | 1  | ▲ 1 |
| Единство                      | 279  | 3,49  | 0  | ▼ 2 |
| Всего (явка 48,07 %)          | 7903 | 98,82 | 13 | —   |
| Источник: ЦИК Латвии          |      |       |    |     |

Мэром Екабпилса избран представитель Латвийской зелёной партии Райвис Рагайнис, за которого проголосовали одиннадцать депутатов при двух против. Голосованию предшествовало образование коалиции в думе Екабпилса в составе пяти партий: «Согласия», Латвийской зелёной партии, ЛОР, Крестьянского союза Латвии и «KPV LV», — вместе имеющих семь мандатов в думе. Бывший мэр Леонид Салцевич, работавший в этой должности с 1997 года, не смог заручиться поддержкой большинства депутатов и снял свою кандидатуру с выборов председателя думы Екабпилса.

### Елгава
В Елгаве для участия в выборах зарегистрированы 8 списков, представляющих следующие партии: Социалистическая партия Латвии, «Согласие», «Единство», Союз зелёных и крестьян, «Честь служить нашей Латвии», «Национальное объединение», «KPV LV» и ЛОР.
На прошлых местных выборах 2013 года в думу города Елгавы прошли пять партий: Союз зелёных и крестьян (6 мандатов), «Согласие» (3 мандата), «Единство» (2 мандата), «Национальное объединение» (2 мандата) и «Альянс регионов» (2 мандата). Мэром Елгавы был избран представитель Союза зелёных и крестьян Андрис Равиньш.
Результаты выборов в думу Елгавы
| Союз зелёных и крестьян        | 7097  | 41,54 | 7  | ▲ 1 |
| Согласие                       | 3352  | 19,62 | 3  | ▬   |
| Национальное объединение       | 2023  | 11,84 | 2  | ▬   |
| Единство                       | 1546  | 9,05  | 1  | ▼ 1 |
| ЛОР                            | 1443  | 8,45  | 1  | ▲ 1 |
| KPV LV                         | 922   | 5,40  | 1  | ▲ 1 |
| Честь служить нашей Латвии     | 368   | 2,15  | 0  | ▬   |
| Социалистическая партия Латвии | 160   | 0,94  | 0  | ▬   |
| Всего (явка 43,37 %)           | 16911 | 98,98 | 15 | —   |
| Источник: ЦИК Латвии           |       |       |    |     |

Мэром Елгавы переизбран Андрис Равиньш, за которого проголосовали тринадцать депутатов при двух против.

### Лиепая
В Лиепае для участия в выборах зарегистрированы 10 списков, представляющих следующие партии: «ЛОР», «Национальное объединение», «Согласие», «Единство», Новая консервативная партия, «Лиепая в квадрате», Лиепайская партия, Национальный союз «Справедливость», «От сердца — Латвии» и «Честь служить нашей Латвии».
На прошлых местных выборах 2013 года в думу города Вентспилса прошли три партии: Лиепайская партия (7 мандатов), «Партия реформ» (5 мандатов) и «Согласие» (3 мандата). Мэром Лиепаи был избран представитель Лиепайская партии Улдис Сескс.
Результаты выборов в думу Лиепаи
| Лиепайская партия                  | 7279  | 31,26 | 6  | ▼ 1 |
| ЛОР                                | 6787  | 29,15 | 5  | ▲ 5 |
| Согласие                           | 4558  | 19,58 | 4  | ▲ 1 |
| Национальное объединение           | 885   | 3,80  | 0  | ▬   |
| Лиепая в квадрате                  | 780   | 3,35  | 0  | ▬   |
| Национальный союз «Справедливость» | 740   | 3,18  | 0  | ▬   |
| Новая консервативная партия        | 728   | 3,13  | 0  | ▬   |
| Единство                           | 607   | 2,61  | 0  | ▬   |
| Честь служить нашей Латвии         | 430   | 1,85  | 0  | ▬   |
| От сердца — Латвии                 | 234   | 1,01  | 0  | ▬   |
| Всего (явка 50,86 %)               | 23028 | 98,91 | 15 | —   |
| Источник: ЦИК Латвии               |       |       |    |     |

Мэром Лиепаи переизбран Улдис Сескс, за которого проголосовали одиннадцать депутатов (от Лиепайская партии и «ЛОР») при четырёх, поддержавших другого кандидата. «ЛОР» поддержало кандидатуру Сескса после достижения договорённости, согласно которой осенью 2018 года мэром будет избран представитель «ЛОР».

### Рига
В Риге для участия в выборах зарегистрированы 11 списков, представляющих следующие партии и объединения: «ЛОР» — «Латвийское развитие», «Согласие» — «Честь служить Риге», «Вселатвийское социал-демократическое движение „За независимую Латвию!“», «KPV LV», «Национальное объединение», Евроскептики - Партия действия, «Единство», «От сердца — Латвии», Союз зелёных и крестьян, Латвийская социал-демократическая рабочая партия и Новая консервативная партия.
На прошлых местных выборах 2013 года в Рижскую думу прошли три партии: блок партий «Согласие» и «Честь служить Риге» (39 мандатов), «Национальное объединение» (12 мандатов) и «Единство» (9 мандатов). Мэром Риги был избран Нил Ушаков. Во время предвыборной кампании 2017 года партии, образующие правящую коалицию в Саэйме, (СЗК, «Национальное объединение» и «Единство») подписали меморандум о координации усилий до и после выборов в Рижскую думу, а также об отказе сотрудничать с действующей городской властью.
Опрос, проведённый перед выборами, показал, что блок «Согласия» и «Честь служить Риге» наберёт 41,2 % голосов, блок «ЛОР» и «Латвийского развития» заручится поддержкой 9,9 % избирателей, «Национальное объединение» получит 9,3 % голосов, Новая консервативная партия пройдёт в думу с 8,9 %. Две партии правящей коалиции на национальном уровне «Единство» и Союз зелёных и крестьян также проходят в парламент согласно данным опроса, набирая 8,2 % и 6,2 % голосов избирателей соответственно.
Результаты выборов в думу Риги
| Согласие — Честь служить Риге                                          | 127099 | 50,82 | 32 | ▼ 7 |
| ЛОР — Латвийское развитие                                              | 34176  | 13,66 | 9  | ▲ 9 |
| Новая консервативная партия                                            | 33553  | 13,42 | 9  | ▲ 9 |
| Национальное объединение                                               | 23135  | 9,25  | 6  | ▼ 6 |
| Единство                                                               | 15653  | 6,26  | 4  | ▼ 5 |
| Союз зелёных и крестьян                                                | 8249   | 3,30  | 0  | ▬   |
| KPV LV                                                                 | 3824   | 1,53  | 0  | ▬   |
| От сердца — Латвии                                                     | 1517   | 0,61  | 0  | ▬   |
| Вселатвийское социал-демократическое движение «За независимую Латвию!» | 799    | 0,32  | 0  | ▬   |
| Латвийская социал-демократическая рабочая партия                       | 576    | 0,23  | 0  | ▬   |
| Евроскептики - Партия действия                                         | 549    | 0,22  | 0  | ▬   |
| Всего (явка 58,72 %)                                                   | 249130 | 99,61 | 60 | —   |
| Источник: ЦИК Латвии                                                   |        |       |    |     |

### Юрмала
В Юрмале для участия в выборах зарегистрированы 12 списков, представляющих следующие партии и объединения: «Наша земля», «Юрмала — Наш дом», «Прогрессивные», «Честь служить нашей Латвии», «Единство», Евроскептики - Партия действия, «Национальное объединение», «Латвийское развитие», «Вселатвийское социал-демократическое движение „За независимую Латвию!“», Союз зелёных и крестьян, «Тебе, Юрмала» — Новая консервативная партия и «Согласие».
На прошлых местных выборах 2013 года в думу города Юрмалы прошли пять партий: Союз зелёных и крестьян (7 мандатов), «Согласие» (3 мандата), «Единство» (2 мандата), «Тебе, Юрмала» (2 мандата) и «Национальное объединение» (1 мандат). Мэром Юрмалы был избран представитель Союза зелёных и крестьян Гатис Трукснис. Его поддержали все фракции, кроме «Согласия».
В начале октября 2016 года Бюро по предотвращению и борьбе с коррупцией провело следственные действия в отношении Гатиса Труксниса по подозрению в незаконном финансировании партий. 13 октября депутаты городской думы проголосовали за отставку Труксниса с поста мэра Юрмалы. Отставку поддержали все депутаты думы, не входящие в Союз зелёных и крестьян. Однако уже 4 ноября Гатис Трукснис был переизбран мэром города с минимальным преимуществом 8 голосов из 15. За избрание проголосовали 7 депутатов Союз зелёных и крестьян и 1 депутат от «Согласия», выступивший против официальной позиции своей партии.
13 января 2017 года Гатис Трукснис объявил о своей отставке, чтобы отдохнуть перед началом избирательной кампании. На должность мэра была утверждена его заместитель Рита Спроге от Союза зелёных и крестьян.
Результаты выборов в думу Юрмалы
| Союз зелёных и крестьян                                                | 5451  | 30,77 | 6  | ▼ 1 |
| Тебе, Юрмала — Новая консервативная партия                             | 3769  | 21,28 | 4  | ▲ 2 |
| Согласие                                                               | 3246  | 18,32 | 3  | ▬   |
| Национальное объединение                                               | 1879  | 10,61 | 2  | ▲ 1 |
| Единство                                                               | 648   | 3,66  | 0  | ▼ 2 |
| Юрмала — Наш дом                                                       | 604   | 3,41  | 0  | ▬   |
| Честь служить нашей Латвии                                             | 601   | 3,39  | 0  | ▬   |
| Латвийское развитие                                                    | 593   | 3,35  | 0  | ▬   |
| Прогрессивные                                                          | 425   | 2,40  | 0  | ▬   |
| Вселатвийское социал-демократическое движение «За независимую Латвию!» | 132   | 0,75  | 0  | ▬   |
| Евроскептики - Партия действия                                         | 101   | 0,57  | 0  | ▬   |
| Наша земля                                                             | 97    | 0,55  | 0  | ▬   |
| Всего (явка 50,76 %)                                                   | 17546 | 99,05 | 15 | —   |
| Источник: ЦИК Латвии                                                   |       |       |    |     |

Мэром Юрмалы избран Гатис Трукснис, за которого проголосовали девять депутатов (от СЗК и «Согласия») при шести, поддержавших другого кандидата. Представитель «Согласия» был избран заместителем председателя городской думы.